# Smoke City
Smoke City war eine Musikband aus London. Der Stil der Band wurde stark von brasilianischer Musik und modernen Richtungen der elektronischen Musik wie Trip-Hop und Acid Jazz geprägt.
Mitglieder der Gruppe waren der aus Deutschland stammende Chris Franck (Gitarre, Keyboard, Perkussion, Bass, Gesang, Spezialeffekte), Mark Brown (Programmierung, Turntables, Keyboard, Percussion, Gesang, Spezialeffekte) und die Sängerin Nina Miranda.

## Geschichte
Smoke City veröffentlichten ihre erste CD Flying Away 1997, die mit Underwater Love einen weltweiten Hit beinhaltete. Große Bekanntheit erlangte der Song als Musik für einen Werbespot der Jeansmarke Levi’s. Mit Mr. Gorgeous (and Miss Curvaceous) sowie Joga Bossa (Aguas de Março) waren weitere Singleauskopplungen erfolgreich.
Das zweite Album Heroes of Nature erschien 2001 und konnte nicht an den Erfolg des Debütalbums anknüpfen.
Nach einem Eintrag auf der Myspace-Seite von Mirandas und Francks Nachfolgeband ZEEP wurde Smoke City aufgrund überhöhter Erwartungen seitens der Plattenfirma 2002 aufgelöst.
2007 erschien das gleichnamige erste Album von ZEEP, 2009 wurde mit Peoples & Things nachgelegt.

## Diskografie
Alben
- Flying Away (1997)
- Heroes of Nature (2001)

Singles
- Underwater Love (1997)
- Mr. Gorgeous (and Miss Curvaceous) (1997)
- Águas de Março (1998)
- With You (1998)